# نيل بيري (لاعب كريكت)
نيل بيري (27 مايو 1958 في المملكة المتحدة - ) (بالإنجليزية: Neil Perry)‏ هو لاعب كريكت بريطاني. لعب مع نادي مقاطعة غلاموركن للكريكت ‏.